# Arthur Christopher Moule
Pour les articles homonymes, voir Moule.
Arthur Christopher Moule, né le 18 mai 1873 à Hangzhou en Chine et mort le 5 juin 1957 à St Leonards-on-Sea, est un sinologue anglican britannique.